# Скінченна група

Граф Келі симетричної групи S_{4}

Скінченна група в теорії груп, це група зі скінченною кількістю елементів.
Групою називається множина елементів разом з бінарною операцією, яка асоціативна для будь-якого впрорядкованого набору елементів множини.

## Приклади
- Скінченна p-група
- Симетрична група
- Циклічна група
- Залишково скінченна група
- Локально скінченна група